# کارل انگلر
کارل اوسوالد ویکتور انگلر (به آلمانی: Carl Oswald Viktor Engler) (زاده ۵ ژانویه ۱۸۴۲ و درگذشته ۷ فوریه ۱۹۲۵) شیمی‌دان و پروفسور آلمانی اهل کارلسروهه بود. وی در سال ۱۸۷۲ میلادی یک کتاب هندبوک در خصوص صنعت شیمی نوشت. تحقیقات او بیشتر در خصوص رنگدانه ایندیگو بود.